# Коржова (Черкасская область)
Коржова (укр. Коржова) — село в Уманском районе Черкасской области Украины.
Население по переписи 2001 года составляло 565 человек. Почтовый индекс — 20360. Телефонный код — 4744.

## Местный совет
20360, Черкасская обл., Уманский р-н, с. Коржова, ул. Октябрьская, 41а